# Wybrzeże Moskitów

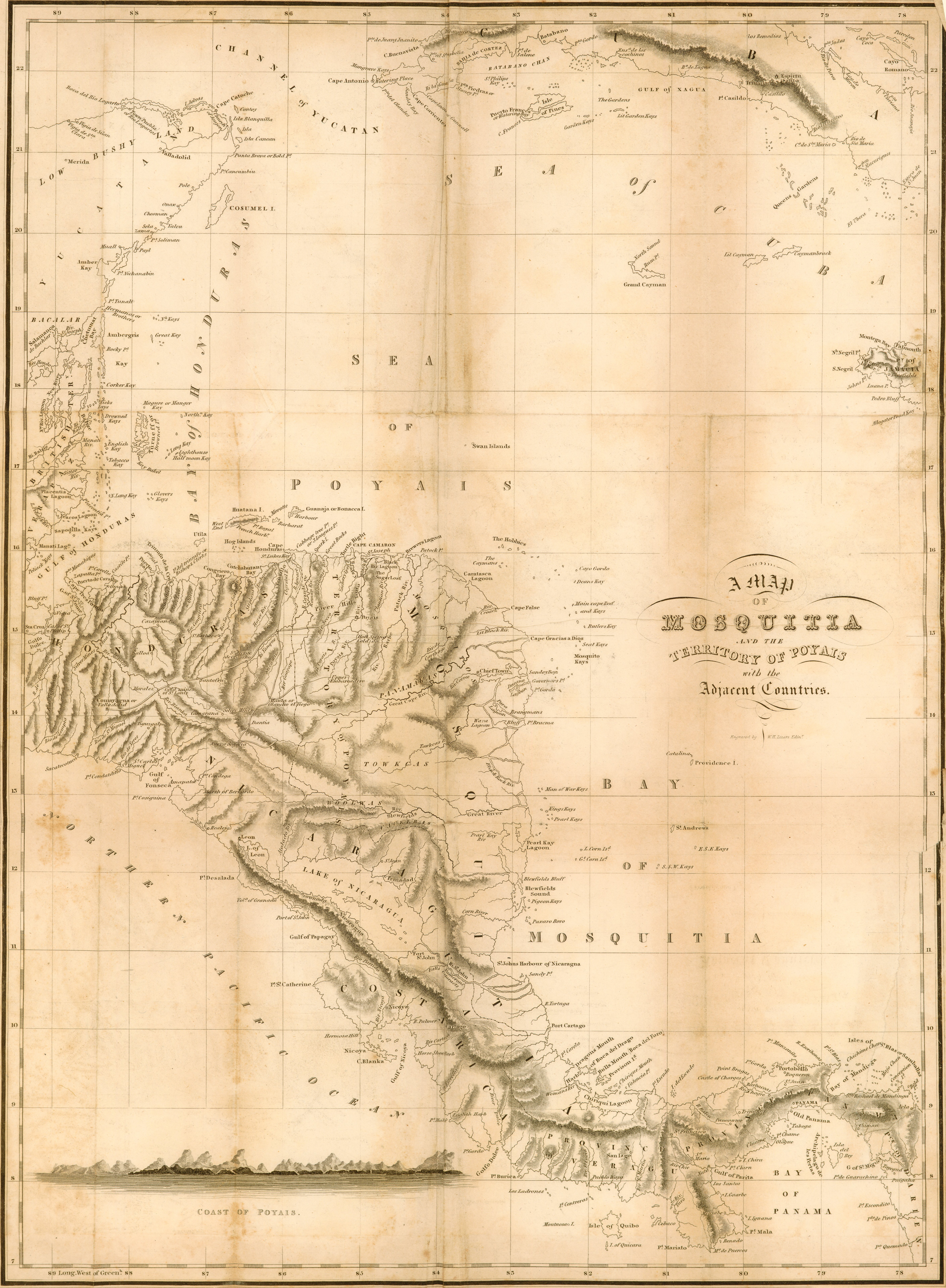
Wybrzeże Moskitów

Wybrzeże Moskitów (hiszp. Costa de los Mosquitos, ang. Mosquito Coast) – fragment wybrzeża Morza Karaibskiego w Nikaragui i południowym Hondurasie, między 11° 45’ to 14° 10’ N.
Wybrzeże Moskitów ma charakter wybrzeża lagunowego. Głębiej znajduje się płaska i miejscami zabagniona nizina.
Nazwa tego wybrzeża wywodzi się nie od nazwy owadów, ale od zniekształconej nazwy miejscowego plemienia indiańskiego Miskito (Moskito). W XVIII wieku udało im się stworzyć na tym obszarze formalnie niezależny organizm polityczny Moskitia, który przetrwał nieomal do końca XIX wieku. Faktycznie obszar ten pozostawał jednak pod silnymi wpływami Brytyjczyków, którzy pojawili się tutaj po raz pierwszy w 1630. Po ich wycofaniu się w 1859, kontrolę nad obszarem przejęły władze Hondurasu. W 1860 na mocy traktatu z Managui administrację nad Wybrzeżem Moskitów przejęła Nikaragua. Oficjalnego włączenia tego terytorium do Nikaragui dokonał prezydent José Santos Zelaya w 1894. Aż do lat 80. XX wieku obszar ten wchodził w skład rozległego departamentu Zelaya, który został ostatecznie podzielony na dwa regiony autonomiczne Wybrzeże Karaibskie Północne i Wybrzeże Karaibskie Południowe.
Poza przedstawicielami ludu Miskito, obszar ten zamieszkują anglojęzyczni „Czarni Karaibowie” (Garifuna), potomkowie pochodzących z Antyli Karaibów i ludów pochodzenia afrykańskiego. Główne miasta Wybrzeża Moskitów to Bluefields (33,7 tys.) i Bilwi (22,6 tys.).